# Кошевников, Георгий Антонович
Георгий Антонович Кошевников — советский учёный, инженер конструктор. Доктор технических наук (1955), профессор (1955). Заслуженный деятель науки и техники Узбекской ССР (1964). Член корреспондент АН Узбекской ССР(1968). Заслуженный механизатор УзССР.

## Биография
Родился в 1904 году. Член КПСС.
С 1930 года — на хозяйственной, общественной и политической работе. В 1930—1975 гг. — главный технолог, главный конструктор, главный инженер завода Ташсельмаш, заведующий кафедрой ТИИИМСХ, академик-секретарь, действительный член Академии cельскохозяственных наук Министерства сельского хозяйства УзССР, член научно-технического общества Министерства машиностроения СССР.
Умер в Ташкенте 16 июля 1975 года, похоронен на Боткинском кладбище Ташкента.